# Badminton-Senioreneuropameisterschaft 2004
Die Badminton-Senioreneuropameisterschaft 2004 fand vom 21. bis zum 26. September 2004 in Almuñécar statt.

## Die Sieger und Platzierten

### Senioren 40+
| Veranstaltung | Gold                                    | Silber                            | Bronze                                |
| ------------- | --------------------------------------- | --------------------------------- | ------------------------------------- |
| Herreneinzel  | Claus Andersen                          | Jesper Thomsen                    | Udo Lehmann                           |
| Herreneinzel  | Claus Andersen                          | Jesper Thomsen                    | Jack Webb                             |
| Dameneinzel   | Lone Hagelskjær Knudsen                 | Petra Teichmann                   | Uschi Herttrich                       |
| Dameneinzel   | Lone Hagelskjær Knudsen                 | Petra Teichmann                   | Annette Vollertzen                    |
| Herrendoppel  | Eric Plane Tim Hudson-Church            | Morten Christensen Jesper Thomsen | Udo Lehmann Jürgen Schmitz-Foster     |
| Herrendoppel  | Eric Plane Tim Hudson-Church            | Morten Christensen Jesper Thomsen | Terry Flynn Mervin Gibbs              |
| Damendoppel   | Lone Hagelskjær Knudsen Jeanette Koldsø | Debbie Rigby Denise Vines         | Sue Crompton Viv Gillard              |
| Damendoppel   | Lone Hagelskjær Knudsen Jeanette Koldsø | Debbie Rigby Denise Vines         | Angela Michalowsky Petra Teichmann    |
| Mixed         | Morten Christensen Jeanette Koldsø      | Eric Plane Linda Wood             | Tim Hudson-Church Debbie Rigby        |
| Mixed         | Morten Christensen Jeanette Koldsø      | Eric Plane Linda Wood             | Jürgen Schmitz-Foster Angelika Walter |

### Senioren 45+
| Veranstaltung | Gold                         | Silber                        | Bronze                         |
| ------------- | ---------------------------- | ----------------------------- | ------------------------------ |
| Herreneinzel  | Vladimir Koloskov            | Yury Smirnov                  | Tariq Farooq                   |
| Herreneinzel  | Vladimir Koloskov            | Yury Smirnov                  | Dan Travers                    |
| Dameneinzel   | Svetlana Zilberman           | Heidi Bender                  | Marlies Wessels                |
| Dameneinzel   | Svetlana Zilberman           | Heidi Bender                  | Ellen Aagaard                  |
| Herrendoppel  | Kim Busted Per Mikkelsen     | Andreas Benz Thomas Herttrich | Leon Douglas Dan Travers       |
| Herrendoppel  | Kim Busted Per Mikkelsen     | Andreas Benz Thomas Herttrich | Thomas Angarth Sven Kellermalm |
| Damendoppel   | Heidi Bender Christine Black | Jenny Cox Christine Crossley  | Barbara Davidson Jackie Hurst  |
| Damendoppel   | Heidi Bender Christine Black | Jenny Cox Christine Crossley  | Ellen Aagaard Tina Benzin      |
| Mixed         | Dan Travers Christine Black  | Ian Purton Christine Crossley | Per Bendix Tine Benzin         |
| Mixed         | Dan Travers Christine Black  | Ian Purton Christine Crossley | John Molyneux Barbara Davidson |

### Senioren 50+
| Veranstaltung | Gold                                   | Silber                      | Bronze                                |
| ------------- | -------------------------------------- | --------------------------- | ------------------------------------- |
| Herreneinzel  | Terje Dag Østhassel                    | John Gardner                | Søren Molin                           |
| Herreneinzel  | Terje Dag Østhassel                    | John Gardner                | Sven Kellermalm                       |
| Dameneinzel   | Christine Crossley                     | Lis Ratsach                 | Pauline Davis                         |
| Dameneinzel   | Christine Crossley                     | Lis Ratsach                 | Annelise Petersen                     |
| Herrendoppel  | Henrik Fahrenholz Jeppe Jepsen         | Peter Emptage John Gardner  | Edgar Michalowsky Erfried Michalowsky |
| Herrendoppel  | Henrik Fahrenholz Jeppe Jepsen         | Peter Emptage John Gardner  | Per Mikkelsen Benny Petersen          |
| Damendoppel   | Lis Garhoj Helle Guldborg              | Inge Oedum Lis Ratsach      | Pamela Dallow Sue Whittaker           |
| Damendoppel   | Lis Garhoj Helle Guldborg              | Inge Oedum Lis Ratsach      | Betty Bartlett Pauline Davis          |
| Mixed         | Erfried Michalowsky Angela Michalowsky | Peter Emptage Pamela Dallow | John Cocker Betty Bartlett            |
| Mixed         | Erfried Michalowsky Angela Michalowsky | Peter Emptage Pamela Dallow | Tony Evans Maureen Rimmer             |

### Senioren 55+
| Veranstaltung | Gold                              | Silber                  | Bronze                         |
| ------------- | --------------------------------- | ----------------------- | ------------------------------ |
| Herreneinzel  | Otto Sautter                      | John Kirkebye           | John Cocker                    |
| Herreneinzel  | Otto Sautter                      | John Kirkebye           | Per Dabelsteen                 |
| Dameneinzel   | Kathryn Gärtner                   | Irene Sterlie           | Lotten Wengberg                |
| Dameneinzel   | Kathryn Gärtner                   | Irene Sterlie           | Monika Regineri                |
| Herrendoppel  | Graham Billinghurst Peter J. Wood | Torben Hansen René Toft | Claus-Peter Lenig Otto Sautter |
| Herrendoppel  | Graham Billinghurst Peter J. Wood | Torben Hansen René Toft | Per Dabelsteen Kurt Fals       |
| Damendoppel   | Ewa Carlander Kathryn Gärtner     | Inger May Irene Sterlie | Heidi Menacher Traudl Remmele  |
| Damendoppel   | Ewa Carlander Kathryn Gärtner     | Inger May Irene Sterlie | Linda Coombes Maureen Rimmer   |
| Mixed         | Graham Billinghurst Wendy Arscott | Kurt Fals Anette Menø   | Geoff Williams Sylvia Gill     |
| Mixed         | Graham Billinghurst Wendy Arscott | Kurt Fals Anette Menø   | René Toft Irene Sterlie        |

### Senioren 60+
| Veranstaltung | Gold                             | Silber                          | Bronze                             |
| ------------- | -------------------------------- | ------------------------------- | ---------------------------------- |
| Herreneinzel  | Leif V. Hansen                   | Harry Shadwick                  | Heinz Gehrke                       |
| Herreneinzel  | Leif V. Hansen                   | Harry Shadwick                  | Søren Nielsen                      |
| Dameneinzel   | Renate Knötzsch                  | Renate Gabriel                  | Sonja Andersen                     |
| Dameneinzel   | Renate Knötzsch                  | Renate Gabriel                  | Heidi Menacher                     |
| Herrendoppel  | Leif V. Hansen Søren Nielsen     | Juergen Jaeger Lars Kure        | Michael Coley Harry Shadwick       |
| Herrendoppel  | Leif V. Hansen Søren Nielsen     | Juergen Jaeger Lars Kure        | Heinz Berge Michael Oversberg      |
| Damendoppel   | Brenda Andrew Beryl Goodall      | Kaya Garbrecht Grethe Steenberg | Tove Bøje-Larsen Elvi Høyer-Larsen |
| Damendoppel   | Brenda Andrew Beryl Goodall      | Kaya Garbrecht Grethe Steenberg | Renate Gabriel Renate Knötzsch     |
| Mixed         | Leif V. Hansen Elvi Høyer-Larsen | Jørgen Jaeger Grethe Steenberg  | Harry Shadwick Brenda Andrew       |
| Mixed         | Leif V. Hansen Elvi Høyer-Larsen | Jørgen Jaeger Grethe Steenberg  | Lars Kure Kate Skov                |